# Yoandry Hernández
Yohandris Hernández Cobas (ur. 25 maja 1980 w Guantánamo) – kubański sztangista, brązowy medalista igrzysk olimpijskich, srebrny medalista mistrzostw świata i trzykrotny medalista igrzysk panamerykańskich.

## Kariera
Swój pierwszy medal na arenie międzynarodowej wywalczył podczas igrzysk panamerykańskich w Santo Domingo w 2003 roku, gdzie zajął drugie miejsce w wadze lekkociężkiej. Na rozgrywanych cztery lata później igrzyskach panamerykańskich w Rio de Janeiro zwyciężył w wadze półciężkiej. W tym samym roku zdobył srebrny medal na mistrzostwach świata w Chiang Mai. Złoty medal, w wadze lekkociężkiej, zdobył także na igrzyskach panamerykańskich w Toronto w 2015 roku. Ponadto na igrzyskach olimpijskich w Pekinie w 2008 roku zdobył brązowy medal w wadze półciężkiej. W zawodach tych wyprzedzili go jedynie Polak Szymon Kołecki i Gruzin Arsen Kasabijew. Pierwotnie Hernández zajął szóste miejsce, jednak w 2016 roku za doping zdyskwalifikowani zostali Kazach Ilja Iljin (1. miejsce), Rosjanin Chadżimurat Akkajew (3. miejsce) oraz Nizami Paşayev z Azerbejdżanu (5. miejsce), a brązowy medal przyznano Kubańczykowi. Brał też udział w igrzyskach olimpijskich w Atenach w 2004 roku, gdzie był dwunasty w wadze półciężkiej.